# Stanisław Minocki
Stanisław Minocki (ur. 23 września 1734 w Skale, zm. 11 czerwca 1805 w Krakowie) – teolog, profesor procesu kanonicznego, rektor Uniwersytetu Jagiellońskiego w latach 1797–1805.

## Życiorys
Urodził się 23 września 1734 w Skale. Został ochrzczony w 1734 w tej samej miejscowości. W 1780 roku rozpoczął pracę na Uniwersytecie Jagiellońskim (wtedy Szkole Głównej Koronnej) jako profesor procesu kanonicznego. Był proboszczem parafii m.in. w: Luborzycy, Chrobrzy, Zwoleniu oraz Pińczowie.
W latach 1792–1805 pełnił funkcję podkanclerza UJ. W 1797 roku objął stanowisko rektora Uniwersytetu Jagiellońskiego. Zmarł 11 czerwca 1805 roku w Krakowie i wówczas z momentem śmierci przestał pełnić funkcję rektora.